# Woestijn (Vlaams-Brabant)
Woestijn is een gehucht in de Vlaams-Brabantse gemeente Gooik, een deelgemeente van Pajottegem in het Pajottenland. Samen met enkele andere gehuchten vormt Woestijn een gebied dat ook gekend is als Strijland.
Woestijn bestaat uit de Woestijnstraat, de Woestijnveldweg, de Bettestraat, één huis in de Neerstraat, een deel van de Wijngaardbosstraat en de omliggende akkers. Er wonen 65 mensen op een oppervlakte van 100 hectare.
Op de Ferrariskaart (1771-1778) wordt het gehucht aangeduid als Woustyn.

## Etymologie
De naam 'woestijn' heeft niets te maken met het lokale microklimaat; er valt gemiddeld meer dan 200 mm neerslag per jaar. De naam komt voort uit het Oudnederlandse woord 'wastina' of woestenij: een braakland of onontgonnen gebied dat toen niet geschikt was voor landbouw.

## Woestijnkapel

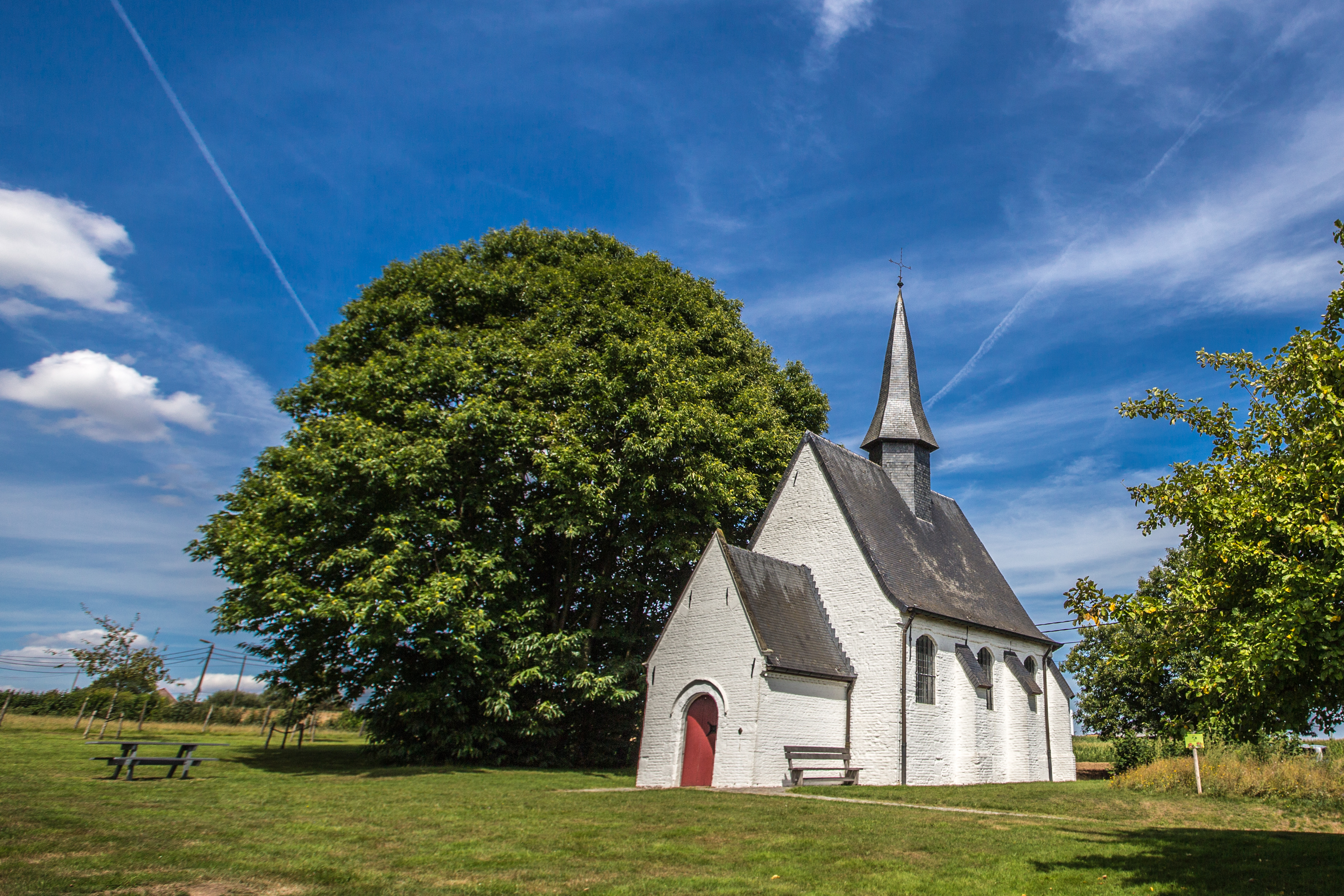
De Woestijnkapel bevindt zich op het kruispunt tussen de Bettestraat en de Woestijnstraat

Op het kruispunt van de Bettestraat en de Woestijnstraat bevindt zich de Kapel van het Heilig Kruis van de Woestijn, kortweg Woestijnkapel. Het huidige gebouw dateert uit de vijftiende eeuw en werd verschillende keren gerenoveerd.
De eerste kapel werd gebouwd in de dertiende eeuw op de plek waar een schaapherder een koperen kruisbeeld had opgegraven. Volgens de legende had hij het kruisbeeld tot driemaal toe naar de kerk van Gooik gebracht, waarna het de volgende ochtend steeds opnieuw op de plaats lag waar het was opgegraven.
De kapel werd een belangrijk pelgrimsoord in de omgeving aangezien paus Bonifatius VIII aflaten verleende aan al wie hier op bedevaart kwam. De kapel lag en ligt tevens op een van de pelgrimsroutes naar Santiago de Compostella, iets waaraan de Sint-Jacobsschelp aan de ingang nog herinnert.
De kapel is uitgerust met een wifihotspot.

## Drie Egypten
Het burgerhuis Drie Egypten was een afspanning die zich in de buurt van de Woestijn bevindt in de Drie Egyptenbaan. Deze herberg was een plaats waar onder andere bedevaarders onderdak konden krijgen. Het huis heeft een sluitsteen dat het gebouw terugbrengt naar het jaar 1642. Het gebouw is erkend als bouwkundig erfgoed.

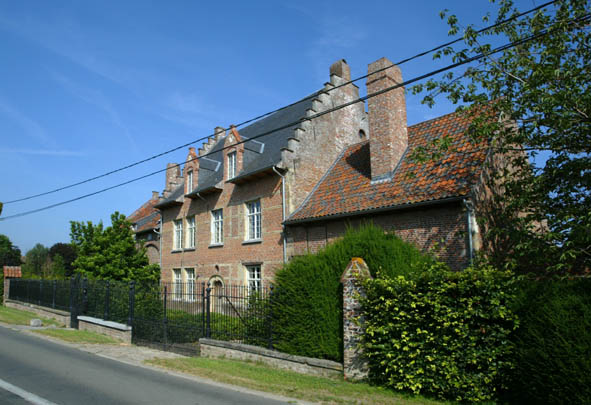
Burgerhuis Drie Egypten dat onderdak bood voor bedevaartstoeristen

## Oude straatnamen
Verscheidene straten hebben nu een andere naam dan vroeger.
| Straat             | Oude naam (kadaster, 19e eeuw) |
| ------------------ | ------------------------------ |
| Bergenbroekstraat  | Wolvenstraet                   |
| Bettestraat        | Bettestraet                    |
| Drie Egyptenbaan   | Hallebaen                      |
| Wijngaardbosstraat | Boschstraet                    |
| Woestijnstraat     | Woestynstraet                  |

Deelgemeenten: Galmaarden · Gooik · Herne · Herfelingen · Kester · Leerbeek · Oetingen · Sint-Pieters-Kapelle · Tollembeek · Vollezele

Overige dorpen en gehuchten: Drie Egypten · Gemelingen · Kesterbrugge · Kokejane · Kwakenbeek · Oplombeek · Rode · Sint-Paulus · Strijland · Wilderen · Woestijn

Belgische gemeenten · Arrondissement Halle-Vilvoorde · Vlaams-Brabant · Vlaanderen